# 克里斯托夫·卡佩勒
克里斯托夫·卡佩勒（法語：Christophe Capelle，1967年8月15日—），法国男子自行车运动员。他曾代表法国参加1996年和2000年夏季奥林匹克运动会自行车比赛，其中1996年奥运会获得一枚金牌。